# 1501 en santé et médecine
| Années de la santé et de la médecine : 1498 - 1499 - 1500 - 1501 - 1502 - 1503 - 1504    |
| Décennies de la santé et de la médecine : 1470 - 1480 - 1490 - 1500 - 1510 - 1520 - 1530 |

Cet article présente les faits marquants de l'année 1501 en santé et médecine.

## Événements
- Francisco Jiménez de Cisneros, archevêque de Tolède et primat d'Espagne, a recours aux soins de la Maure d'Úbeda (la Mora de Úbeda), sage-femme et chef religieux respectée, l'une des éminentes représentantes des guérisseurs musulmans dont le prélat vient pourtant d'ordonner le bannissement trois ans plus tôt, en 1498[1].
- Fondation par John Isbury, à Lambourn, dans le Berkshire, en Angleterre, d'une maison d'aumône « pour dix pauvres hommes[2] ».
- Les nouveaux statuts des apothicaires de Toulouse définissent les règles – assez restrictives, comparées à celles antérieurement édictées à Perpignan ou à Aix – selon lesquelles leur veuve peut continuer à tenir boutique[3].
- À la demande de la ville de Fribourg qui rencontre des difficultés pour l'inspection de ses pharmacies, Strasbourg lui envoie son médecin, Jean Fuchs[4].

## Publication
- Giorgio Valla, De expetendis et fugiendi rebus opus (it), encyclopédie posthume imprimée à Venise en deux volumes chez Alde Manuce dans laquelle se trouve le traité de médecine De Medicina[5].

## Naissances
- Jérôme Cardan (mort en 1576), mathématicien, philosophe, astrologue et médecin italien[6].
- Leonhart Fuchs (mort en 1566), botaniste bavarois, professeur de médecine à Tübingen, traducteur de Galien[7].
- Burchard Mithoff (mort en 1564), professeur de médecine et d'astronomie à Marbourg, archiatre de Philippe Ier, landgrave de Hesse et des ducs de Brunswick-Lunebourg, Éric Ier et Éric II[8].
- 1499 ou 1501 : Garcia de Orta (mort en 1568), médecin juif portugais converti au catholicisme, mais réfugié aux Indes, auteur des Colóquios dos simples da India (« Colloques des simples de l'Inde ») publiés à Goa en 1563[9].

## Décès
- Jean Loisel (né à une date inconnue), médecin ordinaire du roi Charles VIII[10].